# Фадєєвський півострів
Фадє́євський півострів (рос. Полуостров Фаддеевский, якут. Фаддеев арыыта) — великий півострів у Східносибірському морі, є частиною островів Анжу в складі Новосибірських островів. Територіально належить до Республіки Саха, Росія.
Площа півострова становить 5300 км². Через неотектонічні процеси відбулося підняття морського дна в районі сучасної Землі Бунге, і в результаті, разом із Котельним островом, утворився один великий масив суходолу площею 23 165 км². Вони сполучені між собою, і відокремлюються тільки долинами річок, які раніше були протоками. Навесні, коли льоди в океані тануть і рівень води піднімається, ці острови стають окремими частинами.
Півострів має округлу форму з великим та довгим півостровом на півночі — Стрілка Анжу. Крайні точки: північна — мис Бережних, східна — мис Благовіщенський.
Вкритий густою річковою мережею, найбільша річка — Улахан-Юрях. Поширені болота. Озер багато і зосереджені вони в основному на сході та на межі з островом Земля Бунге.
Відкритий російським промисловцем Яковом Санниковим в 1805 році, названий на честь промисловця Фадєєва. У 1809 році на острів здійснив експедицію М. М. Геденштром разом з Санниковим та Кожиним. 1811 року сюди знову прибув Санников, а в 1822 році — Петро Анжу.